# Бретешть (Бакеу)
Бретешть, Бретешті (рум. Brătești) — село у повіті Бакеу в Румунії. Входить до складу комуни Бирсенешть.
Село розташоване на відстані 214 км на північ від Бухареста, 34 км на південний захід від Бакеу, 117 км на південний захід від Ясс, 146 км на північний захід від Галаца, 109 км на північний схід від Брашова.

## Населення
За даними перепису населення 2002 року у селі проживали 1285 осіб, усі — румуни. Усі жителі села рідною мовою назвали румунську.